# ۲-متیل-۲-بوتانول
۲-متیل-۲-بوتانول (به انگلیسی: 2-Methyl-2-butanol) یک ترکیب شیمیایی با شناسه پاب‌کم ۶۴۰۵ است. شکل ظاهری این ترکیب، مایع بی‌رنگ است.